# Alyz Henrich
Alyz Sabimar Henrich Ocando (Punto Fijo, Venezuela; 19 de octubre de 1990) es una modelo y presentadora de TV venezolana. Fue ganadora de los títulos Miss Venezuela Tierra 2012 y Miss Tierra 2013.
Alyz Henrich es la segunda corona para Venezuela en el Miss Tierra y la primera para la Organización Miss Venezuela.

## Biografía
Alyz Henrich nació en Punto Fijo, una ciudad caribeña ubicada al occidente de Venezuela. Sus inicios en el mundo de la belleza comenzaron cuando participó en los Carnavales municipio Los Taques, en el estado Falcón y en la "Feria del Melón", que se celebra en la Península de Paraguaná.
Luego con tan sólo 18 años se trasladó a Italia persiguiendo su carrera como modelo. Luego de regresar a Venezuela residió en la ciudad de Maracaibo, donde se desempeñaba como profesora de pasarela. Alyz es Licenciada en Comunicación Social y además de su idioma nativo el español, habla el inglés e italiano.
En el año 2023, Alyz da a luz a su primera hija, Nova.

## Modelo y Certámenes De Belleza

### Miss Venezuela 2012
Alyz Henrich representó al Estado Falcón en el Miss Venezuela 2012 donde compitió con otras 23 candidatas de distintas zonas del país. Henrich obtuvo la banda de Miss Venezuela Tierra y por será la representante de Venezuela en el Miss Tierra 2013. Alyz es la primera Miss Falcón autóctona es llegar al cuadro final del Miss Venezuela y obtener una banda de representación internacional.

### Miss Tierra 2013
Como parte de sus responsabilidades como Miss Venezuela Tierra, Alyz representó a Venezuela en el Miss Tierra 2013 cuya final se realizó el día 7 de diciembre en el Palacio de Versailles de Manila, Filipinas. Henrich compitió con otras 88 candidatas de diferentes países y territorios autónomos por el título de Miss Tierra que ostentaba la checa Tereza Fajksová. Al final de la velada se coronó como la nueva Miss Tierra siendo la segunda vez de la historia que Venezuela gana este título de belleza.
Cabe destacar que la participación de Alyz ha sido una de las más exitosas de Venezuela en el Miss Tierra, pues Henrich fue acreedora de numerosas premiaciones previas a la noche final tanto por parte de patrocinadores como por la organización del certamen de belleza: Mejor en Traje de Noche, Miss Nunca Bilena, Miss Pontefino, Miss Hanna, Miss Pslamstre Avance Plancenta, Mejor en Traje de Baño Hanna's, además de ser la eventual ganadora del certamen de belleza.
En diciembre de 2013 Alyz regresa a Venezuela para pasar navidades con su familia, sin embargo no hizo ninguna aparición pública. El 15 de febrero Henrich hace su primera aparición en pantalla venezolana tras haber obtenido la segunda corona del certamen dedicado a la conservación de la Tierra y fue homenajeada en una ceremonia que ofreció Súper Sábado Sensacional en Venevisión.
Henrich fue invitada especial para participar en la séptima conferencia anual denominada "Let's Take Care of the Planet" de la Organización de las Naciones Unidas, que se efectúa en la ciudad de Hurgada, Egipto del 7 al 11 del mes de marzo donde fue la moderadora para el Festival de la Aldea Global con los niños en la Universidad de Berlín de mencionada ciudad. Alyz entabló conversaciones con los delegados, patrocinadores y la prensa internacional sobre el medio ambiente y la cultura, la bio-marina y sus experiencias como Miss Tierra.
A principios de junio de 2014, Alyz viajó a Mauricio para la fase final Miss Mauricio Tierra 2014. Antes de la noche final, Henrich fue a la conferencia de prensa y participó en varias actividades ambientales. El 7 de junio coronó Anne Sophie Lalanne como la nueva "Miss Tierra Mauricio"; acompañada de Lolita Hoarau (Miss Tierra Reunion 2014), y Virginie Dorza, (Miss Tierra Mauricio 2013). Después de terminar sus compromiso en las Islas Mauricio, Alyz viajó a Isla Reunión para seguir trabajando en las eco-actividades.
Alyz como parte de sus atributos como Miss Tierra, tenía previsto visitar Tailandia para la coronación de "Miss Tierra Tailandia 2014"; sin embargo debido a problemas de salud no pudo concretarse el viaje. Katia Wagner, Miss Tierra Agua fue la enviada como jurado al certamen tailandés.
En la última semana de agosto, Alyz viajó a Armenia, Colombia para participar en la coronación de Miss Tierra Colombia 2014. También participó en numerosas actividades ambientales en diversas locaciones, junto con las candidatas Miss Tierra Colombia.
Para el 13 de septiembre, Alyz se encontraba con la animadora venezolana Mariela Celis presentando La Gala Interactiva de la Belleza del Miss Venezuela 2014. Henrich tuvo un gran recuerdo, ya que, hace 2 años en la Gala Interactiva del Miss Venezuela 2012 se encontraba no como animadora si no como Miss Falcón buscando ganar una de las respectivas Bandas, aquella noche obtuvo Miss Belleza Integral.
Para finales de septiembre, Alyz viaja por segunda vez a Egipto, donde participa como invitada especial y jueza en el certamen "Miss Egypt" (Miss Egipto); concurso que selecciona representantes del país africano rumbo a Miss Tierra y otros certámenes internacionales. En aquel momento se encontraba con la Miss Tierra 2012, Tereza Fajksová. Finalmente, el 29 de noviembre de 2014 finaliza su reinado y corona a Jamie Herrell como Miss Tierra 2014.
Durante su reinado, Alyz viajó a países como Egipto, Mauricio, Francia, Isla Reunión, Estados Unidos, Colombia; aparte de sus compromisos en Filipinas y su natal Venezuela.

## Carrera y TV

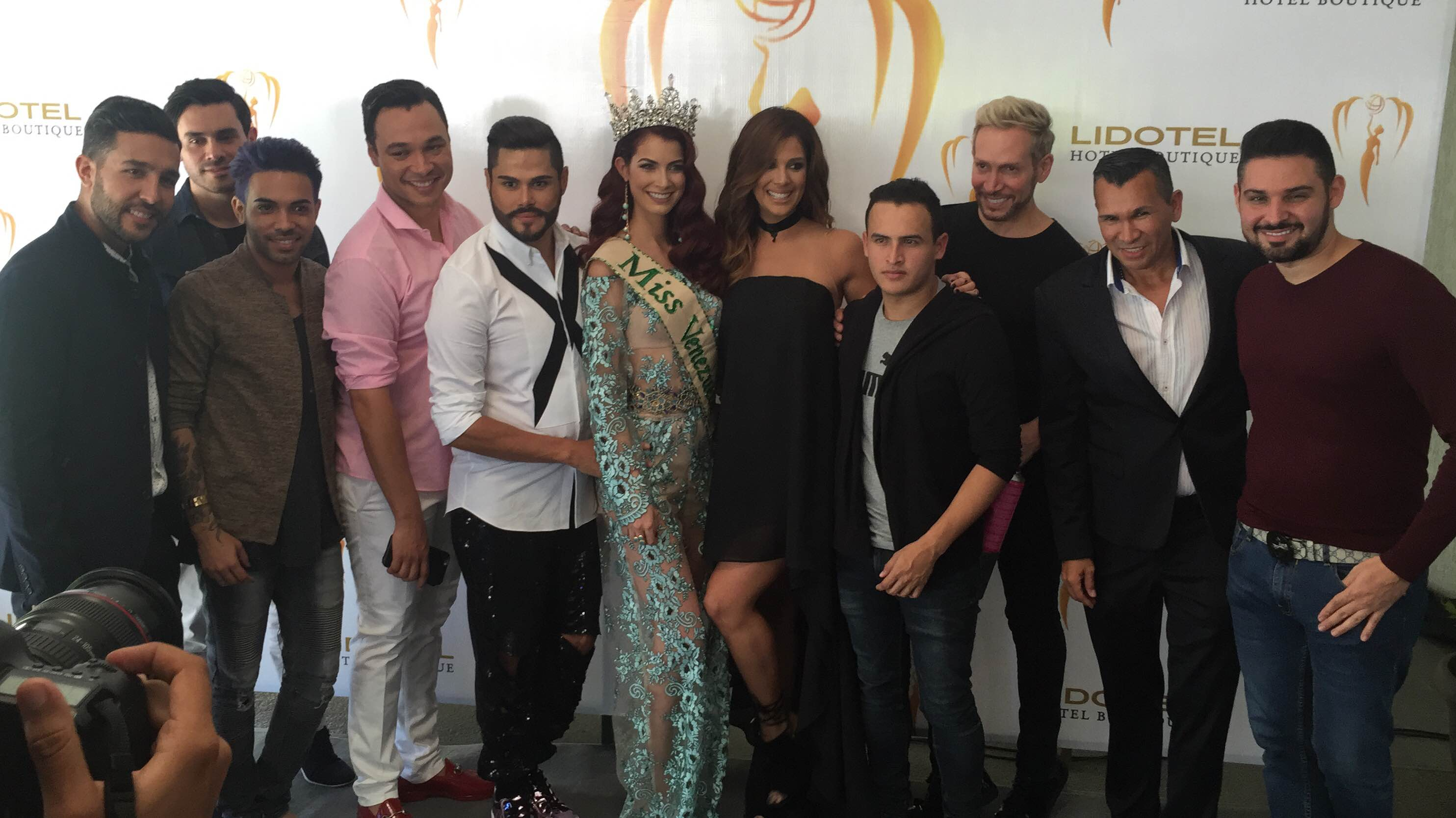
Conferencia de prensa donde fue presentada la nueva Organización Miss Earth Venezuela, y su titular, Stephanie de Zorzi.

En 2014 se unió al grupo de presentadores del magazine matutino Portada's de la cadena Venevisión. El mismo año, es presentadora de la gala interactiva del Miss Venezuela, evento preliminar de dicho concurso. En 2015 fue jurado de certámenes como Miss Venezuela y Miss Earth United States.
Actualmente radica en Nueva York donde desarrolla su carrera de modelo. En octubre de 2016, se convierte junto a Prince Julio Cesar, en la directora de la Organización "Miss Earth Venezuela", franquicia venezolana para el certamen Miss Tierra.

## Filmografía

### Programas y reality
| Año  | Proyecto                                      | Rol/Personaje                        | Canal       |
| ---- | --------------------------------------------- | ------------------------------------ | ----------- |
| 2012 | Miss Venezuela 2012                           | 2.ª Finalista (Miss Earth Venezuela) | Venevision  |
| 2013 | Miss Tierra 2013                              | Ganadora                             | ABS-CBN     |
| 2014 | Portada's                                     | Presentadora                         | Venevision  |
| 2014 | Gala Interactiva Rumbo al Miss Venezuela 2014 | Presentadora                         | Venevision  |
| 2014 | Miss Egipto 2014                              | Jurado                               |             |
| 2015 | Miss Venezuela 2015                           | Jurado                               | Venevision  |
| 2018 | Miss Earth Venezuela 2018                     | Presentadora                         | Globovision |
| 2024 | Dive in - (Podcast)                           | Presentadora                         | YouTube     |

### Vídeos musicales
| Año  | Video Musical | Cantante      | Rol    |
| ---- | ------------- | ------------- | ------ |
| 2017 | Si No Vuelves | Gente de Zona | Modelo |
| 2022 | Remix         | Daddy Yankee  | Modelo |